# Bockholt (Soltendieck)
Bockholt ist ein Ortsteil der Gemeinde Soltendieck in der Samtgemeinde Aue im niedersächsischen Landkreis Uelzen.

## Geografie und Verkehrsanbindung
Der Ort liegt nordöstlich von Soltendieck und südöstlich von Uelzen.
Südöstlich des Ortes fließt der Soltendiecker Graben.
Nördlich verläuft die B 71 und westlich die Landesstraße L 265.